# Pierrekondre (Para)
Pierrekondre, (vertaald het dorp van Pierre, naar het eerste dorpshoofd), oorspronkelijke naam Kumbasi, is een dorp aan de Surinamerivier in het district Para. Het dorp ligt dicht bij de Carolinabrug. De inwoners leven van toerisme, houtkap en ananasteelt.
Er wonen rond de honderd inheemse Surinamers van het volk Karaïben. Voor de Binnenlandse Oorlog (1986-1992) woonden er rond de honderdvijftig inwoners en kort erna rond de dertig. Pierre Kondre heeft daar net als het nabijgelegen Carolina veel onder te lijden gehad. Tot jaren nadien was er niets van de schade hersteld.
Sinds 2011 is Lloyd Read het dorpshoofd. Hij is in dit dorp geboren, maar woonde rond zijn benoeming in Paramaribo, dat op anderhalf uur reisafstand ligt. Hij is daarnaast leider van de vakbond Staatsolie Werknemers Organisatie. Aan zijn zijde heeft hij hulp van twee basja's.
Pierrekondre kreeg in 2022 bezoek van VN-secretaris-generaal António Guterres die Suriname toen bezocht voor een Caricom-top. De Vereniging van Inheemse Dorpshoofden in Suriname vroeg hem aandacht voor de rechtspositie van inheemse volkeren, wat betreft de levensruimte die aangetast is door niet nageleefde grondenrechten evenals door de klimaatverandering.

## Brug
Bij Pierrekondre werd een brug gebouwd die niet werd voltooid en werd aangevaren. De bouw van de Carolinabrug werd uiteindelijk in 2014 voltooid bij Redidoti.
De restanten van de eerste brug werd in juni 2025 in beheer gegeven van het plantagebestuur Carolina, met het doel om er voor Carolina en Pierrekondre een economisch winstgevende zone van te maken. "De brug stond er verlaten bij, terwijl het een stevige betonnen constructie is met veel potentie. Het zou zonde zijn om die onbenut te laten", aldus bestuursvoorzitter Richard Slijters.

## Afkomstig uit Pierrkondre
- Lloyd Read, dorpshoofd (2011-heden)
- Jennifer Vreedzaam, lid van De Nationale Assemblée (2015-heden)